# Chase Tower (Phoenix)
La Chase Tower (anteriormente conocida como Valley Center y Bank One Center) en Phoenix, Arizona, es el edificio más alto del estado de Arizona. Construido en 1972, mide 147 m de altura. Originalmente fue construido para el peso pesado financiero local Valley National Bank, con el que Bank One se fusionó en 1993. Bank One se fusionó con Chase en 2005, y el edificio cambió de nombre en diciembre de 2005. Tiene 40 pisos de altura, pero el piso ocupable más alto es el 38º. Ya no hay un área de observación pública en el piso 39 de la Torre Chase; se cerró durante la remodelación y construcción en los pisos superiores.

## Descripción e historia
La torre ocupa una manzana entera. La huella es similar a un trébol de 3 hojas y su tallo. El eje es el estrecho núcleo del ascensor en la fachada sur. Tiene una textura rugosa de hormigón y es la parte más alta de la torre. El exterior restante es un muro cortina de paneles de vidrio. La hoja oeste, o ala, se encuentra en 34 pisos, seguida por el ala norte en 38 pisos y el ala este en 36 pisos. A diferencia de muchos rascacielos tradicionales con espacios comerciales / de vestíbulo sin contratiempos en la planta baja, el acceso a la torre se realiza a través de un restaurante / vestíbulo subterráneo ubicado a una distancia relativamente grande de las calles aledañas.
Fue diseñado por la destacada firma de arquitectura de Los Ángeles Welton Becket and Associates (ahora Ellerbe Becket), con los arquitectos asociados locales Guirey, Srnka, Arnold & Sprinkle. Fue construido por Henry C. Beck Company (ahora The Beck Group). Una vez terminada, la torre marcó el comienzo de una inversión renovada en el centro de Phoenix que duraría casi veinte años hasta que la crisis de ahorros y préstamos provocó la crisis inmobiliaria de 1989. Ubicada en 201 North Central Avenue, la torre fue renovada en 2003 para acomodar a 800 empleados adicionales de Bank One.
En marzo de 2007, CRZ Phoenix, LLC, una filial de Crystal River Capital, adquirió la propiedad por 166,9 millones de dólares, el precio más alto pagado por un edificio de oficinas en Phoenix. Los propietarios obtuvieron un préstamo de 198,5 millones de dólares sobre la propiedad en 2007, que posteriormente incumplieron.
En mayo de 2018, una sociedad administrada por Wentworth Property Company adquirió el edificio de una ejecución hipotecaria por 79 millones de dólares, menos de la mitad de su precio de venta de 2007. Menos de seis meses después, Vincent Viola compró el edificio por 107,5 millones de dólares.
El edificio apareció en la serie Life After People de History Channel.

## Galería

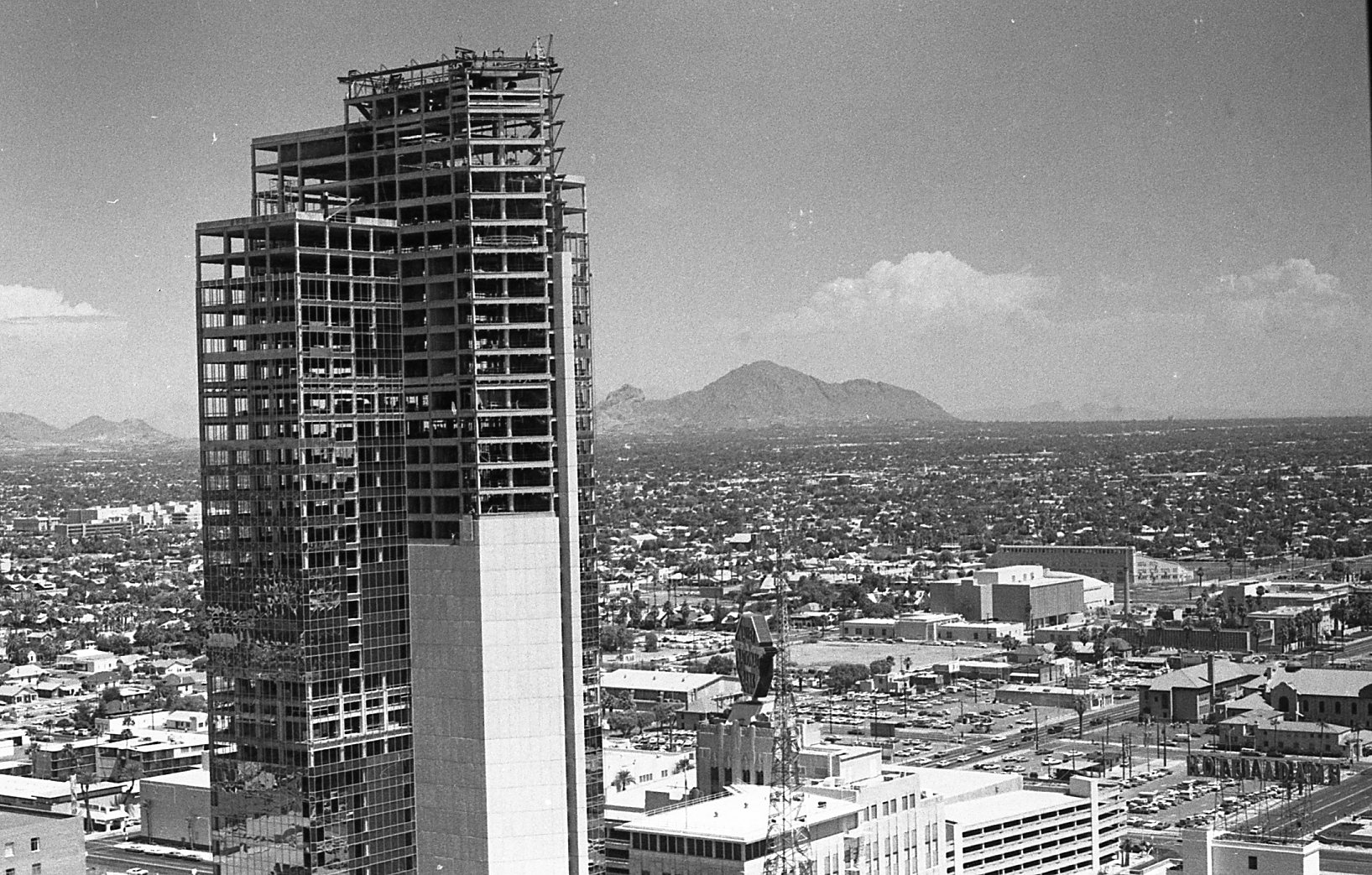
El edificio en construcción en 1972
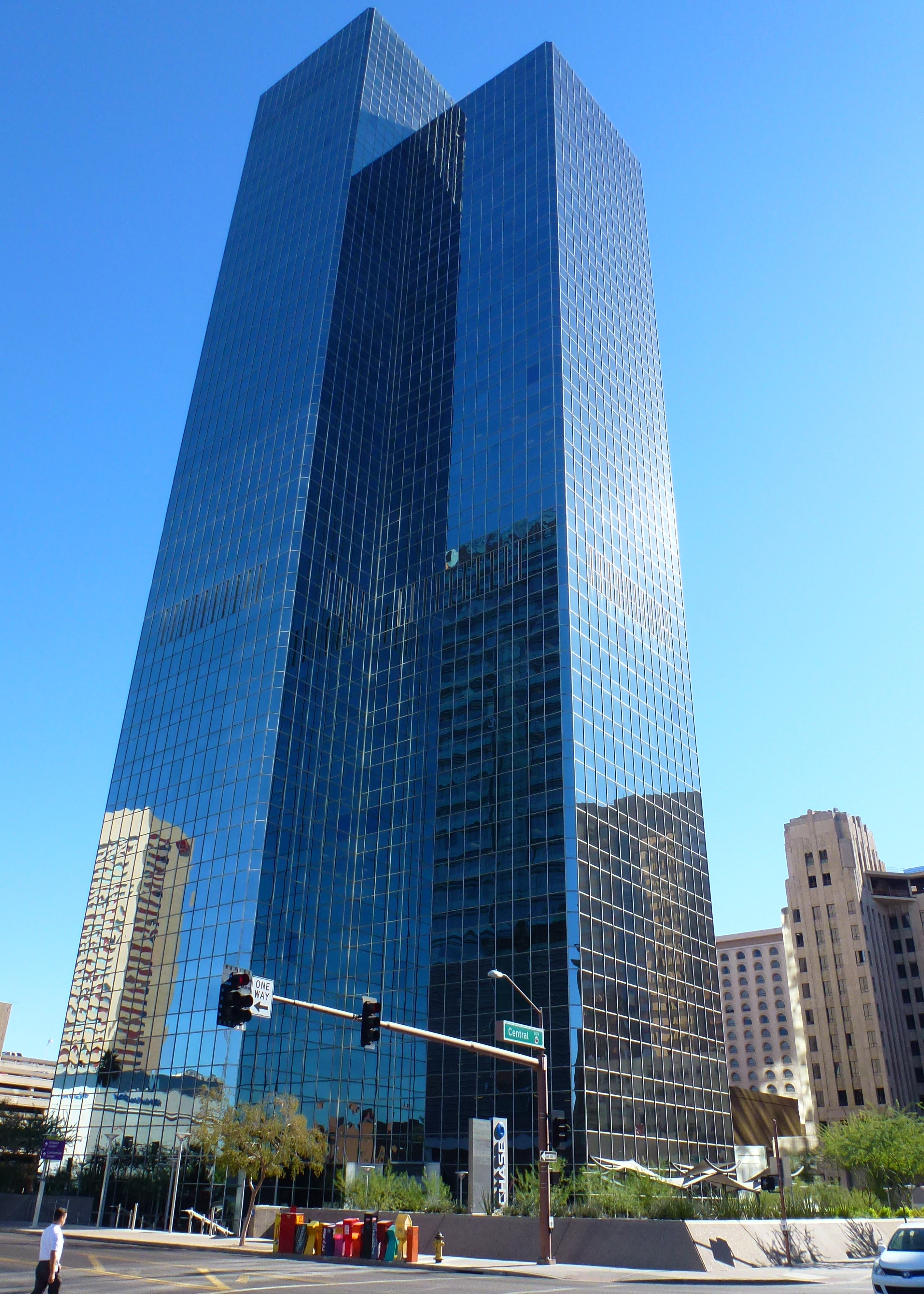
Desde el nivel de la calle
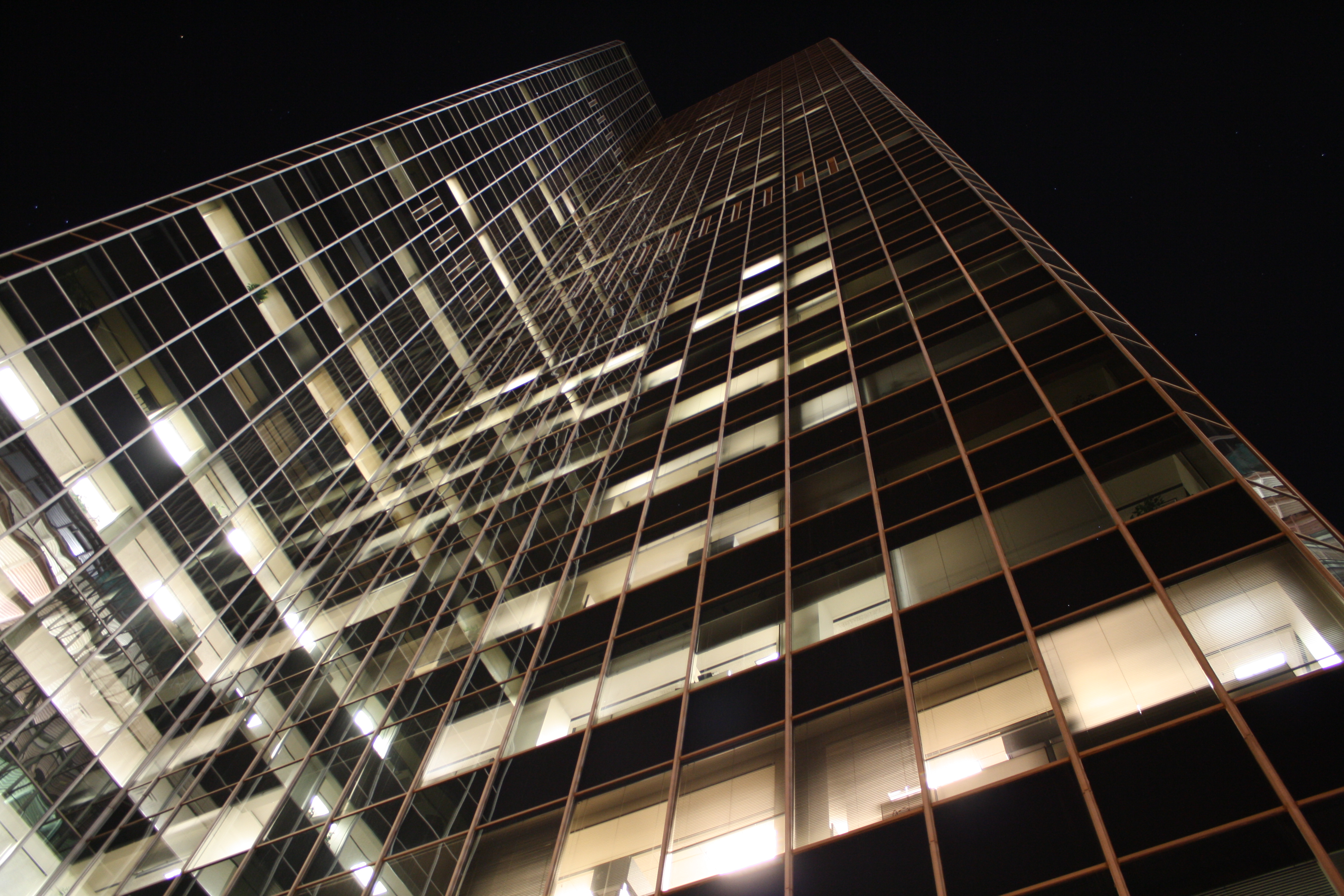
Iluminación nocturna